# Максимов, Василий Владимирович
 Василий Владимирович Максимов  (19 (31) октября 1850, Черниговская губерния — 23 декабря 1917, Петроград) — директор Департамента железнодорожных дел Министерства финансов (1892—1899), тайный советник,промышленник.

## Биография
Родился 10 октября 1850 года в Черниговской губернии. Поступив в университет Святого Владимира в Киеве на юридический факультет, в 1875 году окончил курс со степенью кандидата юридических наук и в качестве стипендиата министерства народного просвещения был определён на службу в Костромское реальное училище преподавателем коммерческих наук. В этом же году переведён преподавателем тех же наук в Киевское реальное училище, где он и оставался до 1885 года. При этом с 1876 года, параллельно своей преподавательской деятельности уделял много времени занятиям в Киевском частном коммерческом банке. В 1885 году при управлении юго-западных дорог образовался новый отдел по заведованию комиссионно-ссудной операцией этих дорог, место начальника этого отдела было предложено Максимову. Заняв это место он окончательно оставил преподавательскую деятельность.
В 1889 году управляющий юго-западными дорогами Витте был призван к организации новых тарифных учреждении в составе министерства финансов и назначен был директором нового департамента железнодорожных дел и председателем тарифного комитета, одним из членов этого комитета был Максимов. Вскоре Максимов был назначен заместителем члена советов по железнодорожным и тарифным делам. В 1890 году он был назначен, с оставлением в занимаемых должностях, директором от правительства в правлении Привислянской железной дороги. В феврале 1892 года когда Витте был назначен управляющим министерством путей сообщения Максимову было поручено временное исполнение обязанностей директора департамента железнодорожных дел и председателя тарифного комитета, а с 20-го сентября того же года он был утверждён в этих должностях. Под его непосредственным руководством производилось расширение рельсовой сети приблизительно на 2.000 вёрст ежегодно.

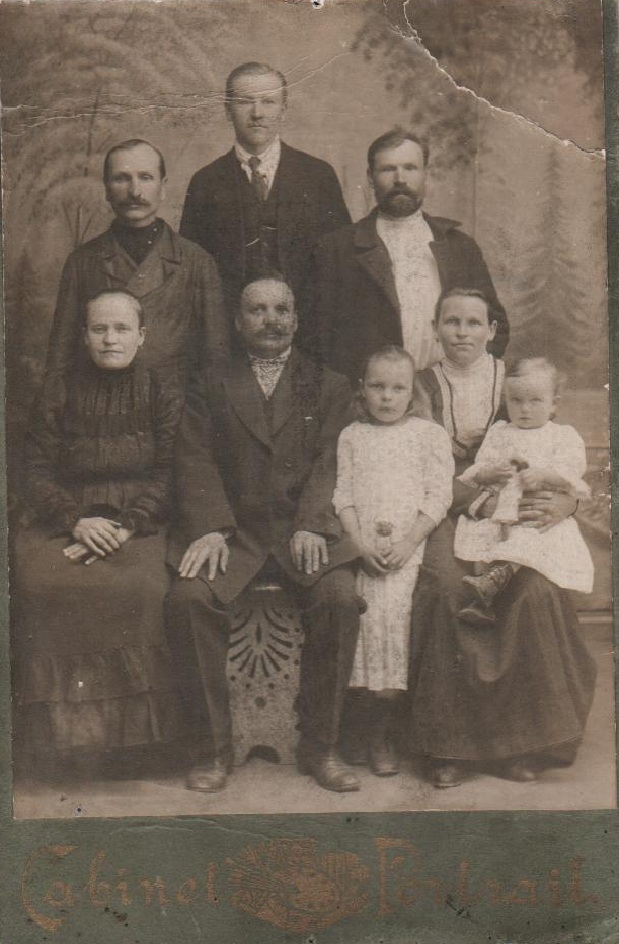
Василий Владимирович в центре.

2 декабря 1893 года председатель правления Общества Савва Иванович Мамонтов обратился к министру финансов Сергею Юльевичу Витте с докладной запиской. Он ходатайствовал перед правительством о продолжении линии от Вологды до Архангельска. Для изучения вопроса о постройке железных дорог на севере России Александр III повелел образовать комиссию из представителей всех заинтересованных ведомств. Большинством голосов комиссия посчитала нужным выдвинуть на первую очередь Вологда-Архангельскую линию. Директор департамента железнодорожных дел министерства финансов В. В. Максимов письмом от 8 марта 1894 года просил правление Общества поставить на обсуждение общего собрания акционеров вопрос о даче полномочий на ведение переговоров и заключение соглашения с правительством о прокладке новой магистрали. 21 марта общее собрание постановило: «Уполномочить правление на ведение переговоров с правительством по вопросу об осуществлении Северной железной дороги». В 1894 году под его председательством образована комиссия из представителей разных правительственных ведомств для рассмотрения проектов новых железных дорог.
В. В. Максимов занимал должность директора Департамента железнодорожных дел до 1899 года, когда оказался замешанным в дело о разорении С. И. Мамонтова и был вынужден по настоянию С. Ю. Витте оставить службу.
Из воспоминаний С. Ю. Витте::

«Далее, когда я был директором департамента, я также в качестве члена тарифного комитета привлек некоего Максимова. Максимов этот был один из ближайших учеников Бунге. Я знал его ещё в Киеве, где я его и пригласил, когда был управляющим Юго-Западными железными дорогами, заведовать у меня всеми коммерческими агентствами и городскими станциями. Он был также человек очень способный и знающий.
Когда я был назначен с поста директора департамента министром путей сообщения, то Вышнеградский назначил вместо меня Максимова директором департамента железнодорожных дел. Максимов несомненно человек очень толковый, очень знающий, человек сравнительно очень скромный, семьянин; между прочим, большой приятель Пихно. Когда я после Вышнеградского сделался министром финансов, то Максимов продолжал быть директором департамента железнодорожных дел. Но он также запутался на одном деле, касавшемся железнодорожных предприятий известного москвича Мамонтова. Дело это касалось постройки дороги на Архангельск и здесь Максимов явился в таком виде, который показывал, если не его некорректность то, во всяком случае, увлечение, так как он дал обойти себя Мамонтову. Дело Мамонтова разбиралось в Московском суде, и Мамонтов должен был отсиживать под арестом, чуть ли, не в тюрьме. В виду этого я принужден был попросить Максимова оставить службу, и вместо него мною был назначен очень почтенный человек инженер Циглер, о котором я говорил уже ранее. Когда я принял пост директора департамента железн. дел, то я также пригласил его из Киева».

Уйдя со службы, В. В. Максимов проживал в Санкт-Петербурге и занимался активной деятельностью, занимая руководящие должности в различных предприятиях.
В 1905 году он проживает на Б.Конюшенной улице, дом 3, и значится председателем совета «Русского общества пароходства и торговли», а также «Русского торгово-промышленного коммерческого банка в СПб». К 1906 году он, сохраняя пост председателя совета «Русского общества пароходства и торговли», значится также директором правления компании «Надежда». К 1909 году он значится директором правления «Общества Рязано-Уральской железной дороги», «Оренбургского лесного промышленного и торгового общества» а также «Общества лесопропилочных заводов системы Юлиуса Рютгерса», а к 1910 году к ним прибавляется членство в «Хлопковом комитете». В следующем году он становится также становится директором правления «Русского для внешеней торговли банка».
По состоянию на 1913 год его адрес сменился на Каменностровский пр., 26, а сам он занимал должности председателя правлений «Общества железнодорожных ветвей» и «Оренбургского лесного промышленного и торгового общества», был председателем «Общества лесопропилочных заводов системы Юлиуса Рютгерса» в России, а также директором правления общества «Грушевский антрацит» (Донецко-Грушевского общества каменноугольных и антрацитовых копей). В 1917 году он уже не значится директором правления общества «Грушевский антрацит», зато снова указан как член «Центрального хлопкового комитета».
По некоторым сведениям, какое-то время он состоял членом правления «Первого Грозненского нефтепромышленного товарищества».
Умер 24 декабря 1917 года. Был похоронен на кладбище Александро-Невской лавры.
В 1930-х гг всю семью Максимовых раскулачили и депортировали в Вологодскую область, внуки и правнуки живут в Петрозаводске и г. Челябинске.

## Труды
- По поводу брошюры Э. В. Радовича «К вопросу об условиях сооружения Обществом железнодорожных ветвей подъездных путей к казенным железным дорогам» : [Рец.] / В. В. Максимов Санкт-Петербург : тип. т-ва п/ф «Эл.-тип. Н. Я. Стойковой», 1914
- Упрощенный прием исчисления ожидаемых финансовых результатов вновь проектируемых железнодорожных ветвей и магистралей / В. В. Максимов и В. О. Вяземский Санкт-Петербург : типо-лит. Н. И. Евстифеева, 1914